# Медресе Шодим-бий

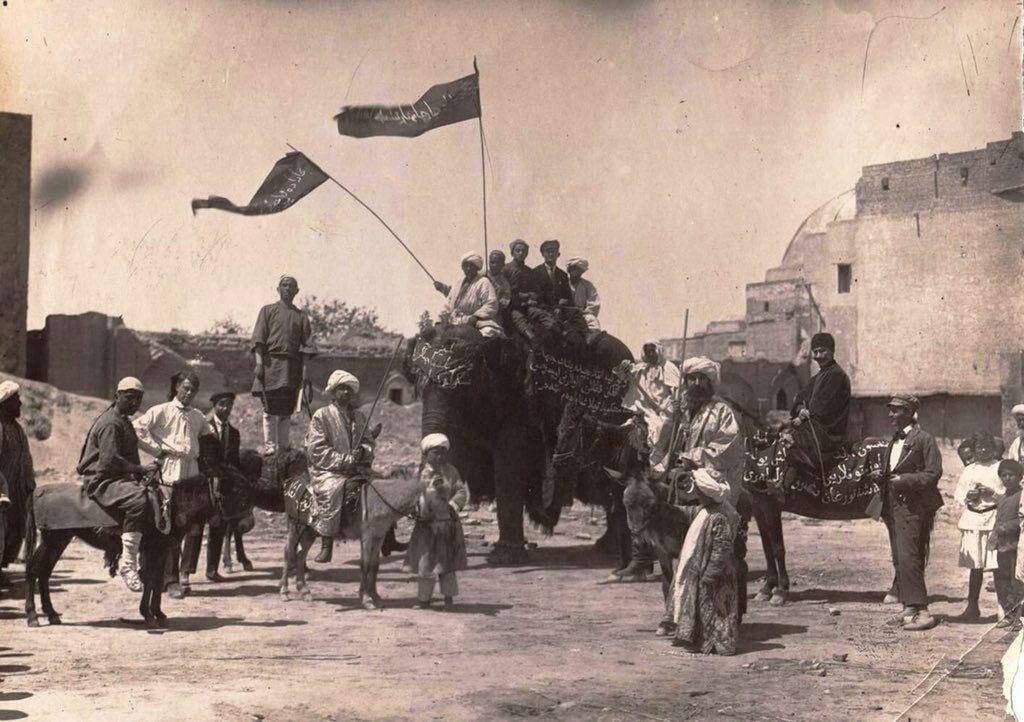
Регистан. На заднем плане медресе Шодим-бий и купол мечети Боло-хауз. 1922 год.

Медресе Шодим-бий (Шодбий, Шоди-бий, Шадым-бий) (узб. Shodimbiy madrasasi) — утраченное здание медресе в Бухаре (Узбекистан), воздвигнутое в XVI веке, в эпоху правления узбекского правителя Абдулла-хана II на средства, одного из эмиров бухарского хана — Шодим-бий (Шодбий; Шоди-бий) аталыка ибн Лалбий аталыка. Являлось одним из четырёх медресе главной городской площади — Регистана. Располагалось на западной стороне площади Регистан, в юге мечети Боло-хауз. Медресе имело 87 больших и малых худжр.
Здание медресе было в плохом состоянии в начале 1920-х годов. По М. Ю. Саиджанову «оно  не представляло особого интереса». В 1923 году, Вакфный отдел Бухарской народной советской республики выпустил приказ о снесении медресе.
Медресе было двухэтажным. Первый этаж был построен из обожжённого кирпича, каркасный второй этаж — из сырого кирпича .